# Balthasar Konrad von und zum Broich
Balthasar Konrad von und zum Broich (* 29. August 1674 in Unna; † 22. Dezember 1745 in Berlin) war ein preußischer Minister.

## Leben
Seine Eltern waren Diedrich Johann zum Broich, Landschreiber zu Unna, und Clara Sophia, geb. Zahn. Seine Schwester Susanna Elisabeth heiratete Johann Immanuel von Martitz (1692–1720), Kriegs- und Domänenrat in Cleve, Sohn des Johann von Martitz und der Anna Margaretha, geb. Huss († 1714), Tochter des schwedischen Kanzlei- und Konsistorialrats Matthias Wilhelm Huß und Witwe des kurbrandenburgischen Generalauditeurs Eberhard Hoyer (1634–1674).
Am 29. November 1696 schrieb Broich sich an der Universität Frankfurter an der Oder beim Rektor der Akademie Marcus Rhode, einem ordentlichen Professor des Justinianischen Kodex und der juristischen Fakultät ein.
Nach seinem Abschluss zunächst Advokat, dann regierender Bürgermeister von Unna. Daraufhin hatte Broich einige Ämter am Hof in Berlin inne, als im Jahr 1709 ein Teil des ersten Senats des Kammergerichts das Kriminal-Kollegium errichtet wurde, zu dessen ersten Mitgliedern er zählte. Zu diesem Zeitpunkt war er Geheimer Justiz-, Kammergerichts-, Oberappellationsgerichts-, Jagd-, Grenz- und Kriminalrat. Er war kurbrandenburgischer Gesandter auf dem Reichstag im Regensburg. 1731 avancierte er zum Etats- und Justizminister sowie zum Präsidenten des Oberappellations- und Kammergerichts. Gemeinsam mit Friedrich Bogislav von Schwerin war er 1741 Wahlbotschafter zur Kaiserwahl Karls VII. in Frankfurt/Main.
Broich war 1707 in erster Ehe Charlotte Louise Mieg (* 1683), Tochter des Andreas Mieg und der Katharina Elisabeth Sturm und in zweiter Ehe mit Maria Eleonora Mieg (* 1686) der Tochter des Johann Caspar Mieg und der Maria Christina Huss vermählt.
Sein Sohn war der preußische geheime Rat Ludwig Heinrich von Broich.

## Briefe
- 556. An den Etatsminister von Broich in Frankfurt am Main, Politische Correspondenz Friedrich's des Großen Erster Band, Digitale Ausgabe der Universitätsbibliothek Trier
- Brief von Samuel von Marschall an Balthasar Konrad vom und zum Broich auf Kalliope-Verbund